# Tròfil
Tròfil (en llatí Trophilius, en grec Τρόφιλος) fou un metge grec.
El cita Estobeu que el qualifica de metge perfecte, i diu que sabia distingir el que era possible del que no ho era. Podria ser l'autor de Συναγωγὴ Ἀκουσμάτων Θαυμασίων, que cita el mateix Estobeu. Fabricius pensa que és el Tròfil esmentat per Plutarc en la seva Salataria Praecepta, i si és així hauria viscut una mica abans del segle i.